# Hố Nai, Đồng Nai
Hố Nai là một phường thuộc tỉnh Đồng Nai, Việt Nam.

## Địa lý
Phường Hố Nai có vị trí địa lý:
- Phía nam giáp phường Phước Tân.
- Phía đông giáp xã Bình Minh.
- Phía tây giáp phường Long Bình.
- Phía bắc giáp phường Trảng Dài.

Phường Hố Nai có diện tích 22,85 km², dân số năm 2025 là 78.902 người, mật độ dân số đạt 3.453 người/km².

## Lịch sử
Thời chính quyền Việt Nam Cộng hòa, vùng đất này thuộc xã Hố Nai, quận Đức Tu, tỉnh Biên Hòa. Về phía chính quyền cách mạng, địa bàn phường Hố Nai hiện nay thuộc xã Hố Nai, huyện Thống Nhất.
Từ năm 1976, huyện Thống Nhất thuộc tỉnh Đồng Nai chia xã Hố Nai thành 4 đơn vị hành chính mới là Hố Nai 1, Hố Nai 2, Hố Nai 3, Hố Nai 4.
Ngày 23 tháng 12 năm 1978, chuyển 2 xã Hố Nai 1 (nay là phường Hố Nai) và Hố Nai 2 (nay là 2 phường Tân Biên và Tân Hòa) về thành phố Biên Hòa quản lý. Huyện Thống Nhất quản lý 2 xã Hố Nai 3, Hố Nai 4. Lúc này, Hố Nai 3 thành cửa ngõ phía Tây của huyện và là nơi chuyển tiếp kinh tế - đô thị của Thành phố Biên Hòa ra các khu vực xung quanh.
Năm 2003, huyện Thống Nhất chia thành hai huyện Trảng Bom và Thống Nhất, xã Hố Nai 3 là một xã của huyện Trảng Bom.
Từ năm 2003 đến nay, Xã Hố Nai 3 là đơn vị hành chính quan trọng với dân số lớn, kinh tế nổi bật.
Ngày 20 tháng 6 năm 2007, Uỷ ban Nhân dân tỉnh Đồng Nai ban hành Quyết định 1753/QĐ-UBND, trong đó thành lập ấp Thái Hoà dựa trên một phần các ấp Thanh Hoá và ấp Ngũ Phúc.
Đến năn 2019, xã Hố Nai 3 có dân số 55.000 người với mật độ 2.883 người/km².
Ngày 16 tháng 6 năm 2025, Ủy ban Thường vụ Quốc hội ban hành Nghị quyết số 1662/NQ-UBTVQH15 về việc sắp xếp các đơn vị hành chính cấp xã của tỉnh Đồng Nai năm 2025. Theo đó, sắp xếp toàn bộ diện tích tự nhiên, quy mô dân số của phường Tân Hòa và xã Hố Nai 3 thành phường mới có tên gọi là phường Hố Nai.
Sau khi sáp nhập, phường Hố Nai có 22,85 km² diện tích tự nhiên và dân số 78.902 người.

## Hành chính
Phường Hố Nai được chia thành 5 ấp: Đông Hải, Lộ Đức, Ngũ Phúc, Thái Hòa, Thanh Hóa.

## Giao thông
Giao thông phường Hố Nai chủ yếu theo trục Đông Tây và Bắc Nam như sau.

### Trục Đông Tây
Trục Quốc lộ 1 là cửa ngõ đi vào thành phố Hồ Chí Minh đi các tỉnh Miền Trung, Tây Nguyên và cả nước.
Trục đường tàu gồm hai đường sắt và đường Điểu Xiển - là nhánh giao thông giảm tải cho đường Quốc lộ 1.

### Trục Bắc Nam
Chủ yếu là con đường bên trên Quốc lộ 1. Các đường này kết nối vùng dân cư của phường.

## Kinh tế
Cùng với xã Bình Minh, phường Hố Nai chia sẻ hai trong 4 khu công nghiệp lớn của khu vực huyện Trảng Bom cũ:
- Khu Công nghiệp Sông Mây với 500 ha - tạo công ăn việc làm cho hơn 41.000 người
- Khu Công nghiệp Hố Nai với 523 ha - tạo công việc cho gần 16.000 người.

Trong đó, Khu Công nghiệp Hố Nai 3 giai đoạn đầu nằm ở địa phận của Hố Nai 3.
Ngoài ra, Hố Nai còn quy hoạch xây dựng nhiều cụm công nghiệp chuyên ngành như:
- Cụm công nghiệp vật liệu xây dựng Hố Nai 3 với 50 ha đã lấp đầy.
- Cụm công nghiệp A - Hố Nai 3 với 30 ha đang phát triển
- Cụm công nghiệp Suối Sao 1
- Cụm công nghiệp Suối Sao 2
- Cụm công nghiệp khu vực hồ Thanh Niên

Các khu công nghiệp và cụm công nghiệp này tạo sự sầm uất về kinh tế cho phường. Khu vực dãi đất dọc theo trục đường 1A  và bên trên đường sắt chuyển dịch hẳn về kinh tế công nghiệp - xây dựng và dịch vụ.
Hố Nai cũng là địa phương có số lượng công ty đăng ký kinh doanh lên tới hơn 660 doanh nghiệp, lớn của huyện Trảng Bom cũ.

## Dân cư
Nhờ lợi thế hoạt động của kinh doanh - việc làm từ các khu công nghiệp mà phường Hố Nai đã phát triển dân cư khá nhanh trong những năm qua. Trong đó dân nhập cư từ các tỉnh khác về đây là việc và sinh sống ngày càng nhiều. Năm 2019, dân số xã Hố Nai 3 (hiện là một phần phường Hố Nai) đạt 55.000 người với mật độ 2.883 người/km².
Năm 2009, Tỉnh Đồng Nai quyết định phê duyệt quy hoạch 1/10.000 lập 05 điểm dân cư của xã Hố Nai 3 cũ.
+ Điểm dân cư 01 thuộc ấp Thanh Hóa, Thái Hòa có diện tích 74,01 ha. Đây là điểm dân cư trung tâm của xã với số dân dự kiến 6.332 người.
+ Điểm dân cư 02 (hiện hữu - mở rộng) thuộc ấp Ngũ Phúc có diện tích 69,24 ha với sức dân dự kiến 5.925 người.
+ Điểm dân cư số 03 (hiện hữu - mở rộng) thuộc ấp Lộ Đức với diện tích 54,07 ha cho dự kiến 4.627 người sinh sống.
+ Điểm dân cư số 04 (hiện hữu - mở rộng) thuộc ấp Đông Hải có diện tích: 49,25 ha
+ Điểm dân cư số 05 (hiện hữu - mở rộng) thuộc ấp Thanh Hóa 38,72 ha.
+ Ngoài ra xã Hố Nai 3 được bố trí quỹ đất khoảng 91 ha để tái định cư và cho số lao động từ địa phương khác đến phục vụ cho Khu công nghiệp Sông Mây, Hố Nai 3...
Các điểm dân cư này được bố trí xây trường học, trạm y tế, khu vực thể dục thể thao... để phục vụ người dân sinh sống.
Đến nay, dân cư phường gần như lấp đầy dải đất hai bên đường dọc quốc lộc 1A  tới đường sắt với các đường giao thông ngày càng hoàn chỉnh theo tiêu chuẩn thành thị.
Ngoài ra, dân cư nơi đây cũng tập trung theo các con đường giáp các phường như sự phát triển dân số tự nhiên và mở rộng đô thị.
Phường Hố Nai còn nhiều dư địa phát triển về hướng Bắc giáp xã Tân An. Dân cư ở đây thưa vì giao thông còn chưa thuận tiện. Sắp tới đường tránh Biên Hòa xây dựng và phường hoàn thiện các đường kết nối, kết nhánh thì dân cư sẽ sinh sống nhiều. Vì ở đây rất gần các khu công nghiệp và cụm công nghiệp, tạo việc làm và thu nhập cho người dân sống và định cư ổn định.

## Giáo dục - Thể thao
Phường Hố Nai có các trường nổi tiếng như:
- Trường CĐ nghề Cơ giới và Thủy lợi
- Trường THCS Hòa Bình
- Trường CĐ Hòa Bình Xuân Lộc (nâng cấp từ trường TC nghề Hòa Bình)
- Trường dạy nghề Đinh Tiên Hoàng
- Trường Mầm non Bình Minh

Các ấp của phường cũng quy hoạch đất phát triển các khu thể dục - thể thao cho người dân sinh hoạt.

## Định hướng phát triển
Trong tương quan phát triển, phường Hố Nai cùng với xã Bình Minh sẽ trở thành Khu đô thị phía Tây - chuyên chức năng công nghiệp - dịch vụ, hỗ trợ cho khu đô thị Trảng Bom và khu đô thị Giang Điền.
Để phát triển như vậy, phường Hố Nai đang chú trọng phát triển giao thông, kết nối, mở rộng các khu công Nghiệp Sông Mây và Hố Nai giai đoạn 2.
Dự kiến xây dựng thêm Trung tâm thương mại trong khu trung tâm dịch vụ và nhà ở 72 ha, cây xăng, các đất cơ sở kinh doanh, kho bãi... để phục vụ cho nhu cầu phát triển trong giai đoạn 2021 - 2030.